# 金井憧れ
金井 憧れ（かない あこがれ、1991年12月10日 - ）は、TBSスパークル（旧：キャスト・プラス）所属のフリーアナウンサー。元北海道放送アナウンサー。「憧れ」は本名。

## 来歴・人物
愛知県豊橋市生まれ、東京都育ち。名前は、「わらべのような純真なこころを大切にしてほしい」と願って父親が名づけたのが由来で、正しく読んでもらえるように敢えて送り仮名を付けたとしており、キラキラネームという意識は無かったとしている。名前が珍しいことから「病院などで呼ばれると注目される」という大変さもあるという。また、後述の北海道放送に入社し、テレビ番組に出演し始めた頃に視聴者から「名前ではないテロップが入っている」との問い合わせもあった。
小学生時代はアメリカ合衆国で生活しており、日本への帰国後、中学生時代にはバドミントン、高校時代にはチアリーディングの経験がある。2010年に筑波大学附属中学校・高等学校を卒業し、慶應義塾大学総合政策学部へ進学。在学中には、2010年ミス鎌倉や2011年ミスSFCに選ばれた。また、『BSフジNEWS』（BSフジ）や『U・LA・LA@7』（TOKYO MX）に学生キャスターとして出演。2014年3月9日には、名古屋ウィメンズマラソン2014一般の部において、5時間3分28秒で完走を果たしている。2015年にも同マラソンに参加し、完走している。
大学卒業後の2014年に北海道放送へ入社。同年10月からアナウンス部に配属された。同期入社は矢萩尚太郎。2015年7月からはNHK・民放連共同ラジオキャンペーン in 北海道 「キタラジ」で、HBCラジオのキタラジサポーターを務めていた。2017年3月に退社後、同年4月よりキャスト・プラス（後にTBSスパークルへ吸収合併）所属のフリーアナウンサーとなり、TBSニュースバード（現・TBS NEWS）のキャスターに就任。2020年9月の退任まで、主に『TBS NEWS ワイド』のキャスターを務める。TBSラジオ 小森谷徹の「あした話したくなるラジオ」第38回（2020年12月18日）内で、結婚、妊娠中を発表。2024年、第2子を出産。

## 現在の出演

### テレビ
- TBS NEWS （早朝放送版）

### ラジオ
- 相場師朗の株は技術だ！（2022年11月1日 - 、ラジオNIKKEI第1）

## 過去の出演

### テレビ
- HBCニュース（不定期）
- 「今日ドキッ!」金曜日「週末ぶらリサーチ」（不定期）[18]
- 「アジアとつながるガッチャンコジャーニー 」2015年3月9日～香港編[19][20]、2015年10月10日～インドネシア編
- あぐり王国北海道NEXT（2016年4月 - 2017年3月）

以下はHBCが加盟するTBS系列局制作の番組で、第65回さっぽろ雪まつり（2015年2月5日 - 2月11日開催） - 会場からの生中継リポートを担当。
- ちちんぷいぷい（MBS制作、2015年1月30日） - MBS・HBCの2局ネットゾーンである15時台前半に出演[21]。
- あさチャン!（TBS制作）、2015年2月5日[3]、2016年3月25日[22]
- 「今日ドキッ!」2015年5月25日～29日 北3条広場中継 [23][24]

- TBS NEWS (CS放送)（旧・TBSニュースバード）（2017年4月 - 2020年9月）
- はやドキ!（金曜サブキャスター、2019年4月5日 - 2020年12月25日・2021年4月2日 -2021年9月30日 ）[注釈 2]
- まるっと!サタデー（サブキャスター、2021年4月3日 - 2023年3月25日）

### テレビドラマ
- つまり好きって言いたいんだけど、 最終話（2021年12月23日、テレビ東京） - 映画祭の女性司会者 役
- インビジブル 第7話（2022年5月27日、TBS） - ニュースキャスター 役

### ラジオ
- カーナビラジオ午後一番! - 2014年4月14日[25]2014年11月6日[26]。
- 「あゆみの部屋」2015年3月23日、29日（29日は再放送）[注釈 3][27]
- 「爆笑問題の日曜サンデー」2015年4月26日 「イマ☆ドキッ!」のPRで出演。[28]
- キタラジ!sports（2015年10月 - 12月）
- 道新ニュース（不定期）
- HBCニュース（不定期）
- 「イマ☆ドキッ!」（新番組）4月6日～毎週月曜17:10～17:20 （同期の矢萩尚太郎と隔週出演）[29][30]
  - 2015年5月25日から「若手アナウンサー研修バラエティ・いまドキッ」にタイトルが変更される。[31]
- 「ウィークエンドNAVI　ファンダフル！」中継リポーター（同期の矢萩尚太郎と隔週出演）[32]
- 「部活なう」2015年5月9日～毎週土曜7:35～7:45[33][34]
- 小森谷徹の「あした話したくなるラジオ」（2020年4月 - 2021年3月、TBSラジオ）

### ラジオカバー出演
- 「山ちゃん美香の朝ドキッ!」田村美香のカバー（2015年3月5日）[35]
- 「朝刊さくらい」宮地麻理子のカバー（2015年3月16日、17日。11月26日、27日）[36]
- 「カーナビラジオ午後一番!」山根あゆみのカバー（2015年3月23日、24日）[37]
- 「気分上昇ワイドナルミッツ!!!」室谷香菜子のカバー（2016年9月26日[38]、2017年2月13日）[39]

## HBC入社前
- U・LA・LA@7（TOKYO MX、2011年1月 - 6月） - 第5期学生アナウンサー
- BSフジNEWS（BSフジ、2011年10月 - 2012年1月） - 学生キャスター

## その他
- TBSスパークル 2023年度入社式司会[40]